# QSO B0104+321
QSO B0104+321 是一個位在雙魚座 的類星體。

## 外部連結
- Simbad（页面存档备份，存于）
- www.jb.man.ac.uk/atlas/（页面存档备份，存于）